# Monumento di Xocalı nella città dell'Aia

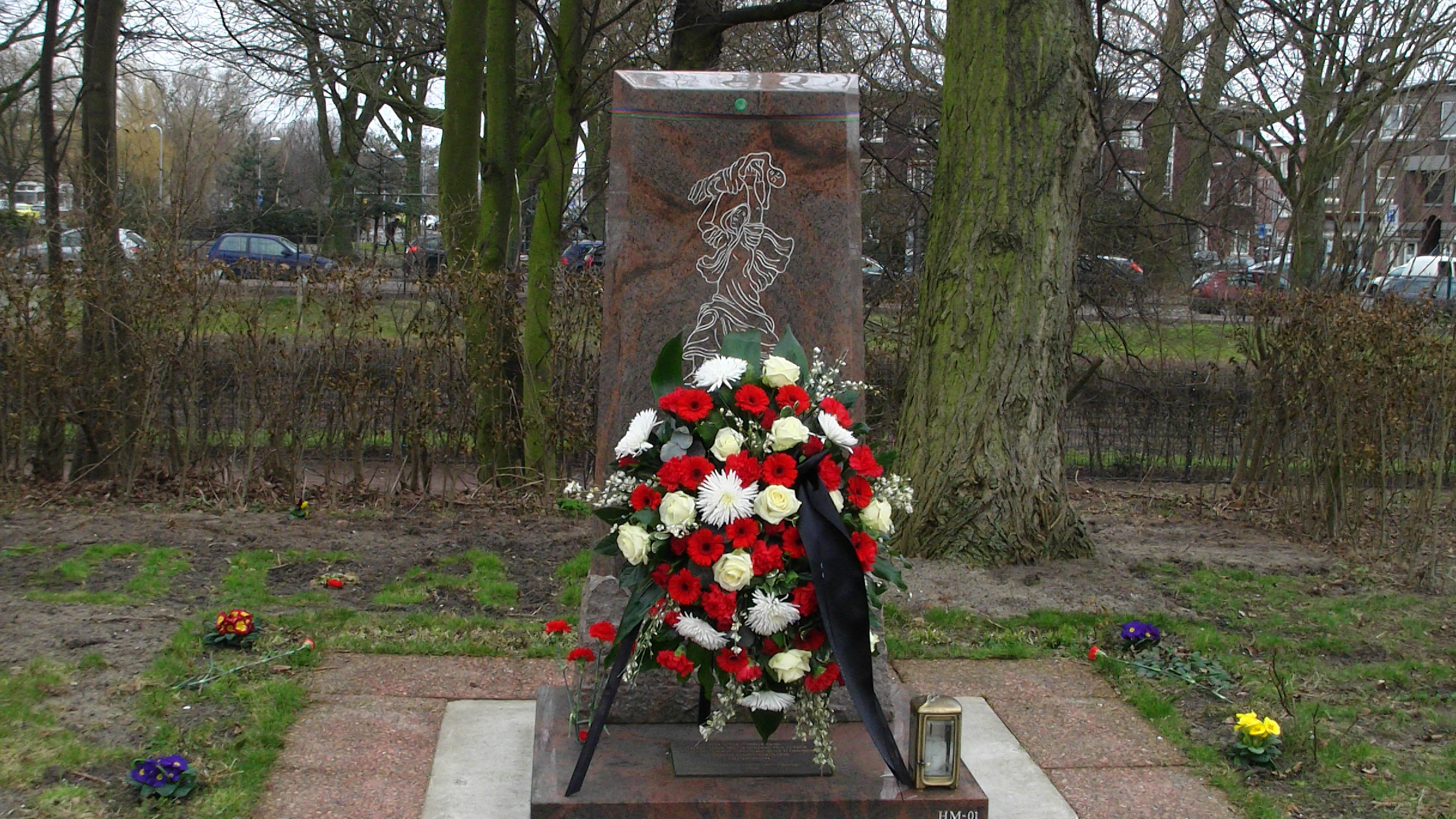
20 ° giorno della commemorazione del genocidio di Khojaly all’Aia, Paesi Bassi.

Il Monumento di Xocalı nella città dell’Aia è un monumento che commemora i cittadini azeri vittime del massacro di Xocalı, avvenuto nella cittadina azera il 26 febbraio 1992. Il monumento è stato collocato nella città olandese dell'Aia, a cura dell'Associazione culturale olandese-azero-turca, il 24 febbraio 2008.

## La madre che cerca di proteggere il suo bambino
I Rappresentanti del Comitato di Stato per il lavoro con gli Azeri residenti all’estero, i rappresentanti del corpo diplomatico, i rappresentanti delle diaspore dell’Azerbaigian e della Turchia hanno partecipato all’inaugurazione del monumento. 
Il monumento eretto nel parco di Kamperfoeliestraat è uno dei più grandi progetti dell’Associazione culturale olandese-azero-turca. Nel monumento è stata illustrata la madre che alza il suo bimbo sopra la testa per proteggerlo dagli invasori armeni. L’altezza del monumento è di circa 2 metri. In una zona affittata per 30 anni, ci sarà posato un giardino fiorito in una vasta area attorno al monumento eretto nel marmo.